# Kaposaari (ö i Södra Savolax, S:t Michel, lat 61,66, long 27,06)
Kaposaari är en ö i Finland. Den ligger i sjön Puula och i kommunen Sankt Michel i den ekonomiska regionen  S:t Michel och landskapet Södra Savolax, i den södra delen av landet, 200 km nordost om huvudstaden Helsingfors. Öns area är 2,6 hektar och dess största längd är 0,6 kilometer i nord-sydlig riktning.